# Грузия на Сурдлимпийских играх
Грузия участвует в летних Сурдлимпийских играх с Игр 1997 года (не участвовали в Играх 2005, 2009, 2013, 2022 годов), в зимних Сурдлимпийских играх до настоящего времени не участвовали.

## Медальный зачёт

### Медали летних Сурдлимпийских игр
| Год  | Золото | Серебро | Бронза | Всего |
| 2017 | 0      | 2       | 1      | 3     |